# Ernesto Valverde
Ernesto Valverde Tejedor (* 9. Februar 1964 in Viandar de la Vera, Provinz Cáceres) ist ein spanischer Fußballtrainer und ehemaliger Fußballspieler. Von 2017 bis 2020 war er Cheftrainer des FC Barcelona. Seit 2022 trainiert er zum dritten Mal Athletic Bilbao.

## Spielerkarriere
Seine Vereinskarriere begann er bei Deportivo Alavés. Weitere Stationen waren Sestao SC, Espanyol Barcelona, FC Barcelona, die Rückkehr ins Baskenland zu Athletic Bilbao und schließlich der Rücktritt als aktiver Spieler bei RCD Mallorca im Jahre 1997.
Sein größter Erfolg war der Gewinn des UEFA Cups 1989 und der Copa del Rey 1990 mit dem FC Barcelona. Dies war ihm als Spieler des Stadtrivalen Espanyol nie vergönnt, mit dem er 1988 an Bayer 04 Leverkusen im Finale des UEFA Cups scheiterte.
Ein Einsatz für die spanische Nationalelf steht für Valverde zu Buche, den er während seiner Zeit beim FC Barcelona hatte.

## Trainerkarriere
Als Trainer trainierte er zunächst einige Jugendteams bei seinem Ex-Club Athletic Bilbao, ehe er 2003 das Erstligateam übernahm. In der Saison 2003/2004 erreichte er mit der traditionell nur mit Basken besetzten Mannschaft einen sensationellen 5. Platz, der in der Folgezeit ohne den Trainer nicht wiederholt werden konnte.
Nach einem Jahr Pause sollte 2006 das Engagement bei Espanyol Barcelona folgen. Auch dort hatte er auf Anhieb Erfolg. Er führte seine Mannschaft ins UEFA-Pokal-Finale 2007, in dem er zum zweiten Mal in seiner Karriere mit Espanyol unterlag.
Von Juni 2008 bis Juni 2009 war er Trainer des griechischen Rekordmeisters Olympiakos Piräus.
In der Folgesaison trat Valverde die Nachfolge von Manuel Pellegrini beim spanischen Erstligist FC Villarreal an; Pellegrini seinerseits wurde neuer Trainer beim Rekordmeister Real Madrid. Bei Villarreal wurde er nach dem 20. Spieltag der Saison 2009/10, an dem man zu Hause 0:2 CA Osasuna unterlag und auf den zehnten Platz der Tabelle abrutschte, entlassen.
Er ersetzte Ewald Lienen als Trainer bei Olympiakos Piräus nach dessen Ausscheiden mit der Mannschaft bei der Qualifikation zur UEFA Europa League 2010/11. Damit kehrte er nach nur einem Jahr wieder nach Piräus zurück.
Am 20. April 2012 wurde bekannt, dass Valverde, der mit dem Olympiakos Piräus die dritte griechische Meisterschaft und den zweiten Pokalsieg feiern durfte, den Verein nach der Saison 2011/12 aus persönlichen Gründen verlassen werde.
Am 3. Dezember 2012 trat Valverde die Nachfolge des zwei Tage zuvor entlassenen Mauricio Pellegrino beim FC Valencia an. Am Ende der Saison 2012/13 verpasste Valencia aufgrund einer Niederlage am letzten Spieltag die Champions-League-Qualifikation, woraufhin Valverde entlassen wurde. Zur Saison 2013/14 übernahm Valverde erneut den Trainerposten beim baskischen Verein Athletic Bilbao. In ebendieser Spielzeit gelang es, sich als Vierter für die UEFA Champions League zu qualifizieren, erstmals wieder seit 1998. In den darauffolgenden Saisons 2014/15, 2015/16 und 2016/17 wurde der Verein in der Liga Siebter, Fünfter und wieder Siebter.
In der Saison 2017/18 wurde er Trainer des FC Barcelona. Mit den Katalanen feierte er zwei Meistertitel und einen Pokalsieg, bevor er im Januar 2020 – auf dem ersten Tabellenplatz stehend – entlassen wurde. Zuvor war der Verein im Halbfinale des spanischen Supercups gegen Atletico Madrid ausgeschieden.
Im Juli 2022 übernahm Valverde erneut das Traineramt in Bilbao. Mit dem Gewinn der Copa del Rey 2024 führte er Bilbao zum ersten Pokaltitel seit 40 Jahren.

## Titel

### Als Spieler
- Sieger des Europapokals der Pokalsieger: 1989 (FC Barcelona)
- Spanischer Pokalsieger: 1990 (FC Barcelona)

### Als Trainer
Griechenland
- Meister (3): 2009, 2011, 2012 (alle Olympiakos Piräus)
- Pokalsieger: 2009, 2012 (beide Olympiakos Piräus)

Spanien
- Meister (2): 2018, 2019 (beide FC Barcelona)
- Pokalsieger (2): 2018 (FC Barcelona), 2024 (Athletic Bilbao)
- Supercupsieger (2): 2015 (Athletic Bilbao), 2018 (FC Barcelona)